# 米尔地区普法尔基兴
米尔地区普法尔基兴是奥地利上奥地利州罗尔巴赫县的一个市镇。总面积31平方公里，总人口1555人，人口密度50.2人/平方公里（2005年）。